# Kevin McHale (skådespelare)
Kevin Michael McHale, född 14 juni 1988 i Plano, Texas, är en amerikansk skådespelare, dansare och sångare. Han är mest känd för sin roll som Artie Abrams i TV-serien Glee.

## Biografi
Innan han blev en skådespelare var McHale med i ett amerikanskt pojkband, NLT, en förkortning av "Not Like Them". R&B-gruppen upptäcktes av Chris Stokes. Den 13 mars 2007 släppte de sin första singel "That Girl". Bandet hade en gästroll i filmen Bratz: The Movie. Den 30 april 2009 avslöjande en av medlemmarna i bandet, Travis Garland, att NLT hade gått skilda vägar.
McHale var även med i den populära TV-serien Glee i rollen som Artie Abrams, en av medlemmarna i McKinley High's glee club, som sitter i rullstol. McHale som är dansare har sagt att det var svårt att hindra fötterna att röra sig med i musiken vid inspelningarna. Han hade sitt första solouppträdande i Glee i avsnittet "Wheels", där han sjöng låten "Dancing With Myself". I avsnittet "Dream On" dansade han i en fantasisekvens till låten "The Safety Dance" och sjöng "Dream a Little Dream of Me".
McHale gjorde ett inhopp under 2007 i NBC:s The Office i den fjärde säsongens avsnitt "Launch Party", där han spelade en kille som levererar pizza och blir tagen som gisslan av Steve Carells karaktär, Michael Scott. Under 2008 gjorde McHale ett inhopp i HBO:s succéserie True Blood i två avsnitt som Neil Jones, en rättsläkares assistent. Kevin har även varit med i tre avsnitt av Nickelodeon-serien Zoey 101 som Dooley.
I juni 2011 medverkade han i Katy Perrys musikvideo till låten "Last Friday Night (T.G.I.F.)" tillsammans med Glee kollegan Darren Criss.

## Filmografi
| År        | Titel      | Roll         | Info                                                                 |
| --------- | ---------- | ------------ | -------------------------------------------------------------------- |
| 2005      | All That   | Mark         | Avsnitt: "On-Air Dares"                                              |
| 2007      | The Office | Delivery Boy | Avsnitt: "Launch Party"                                              |
| 2007–2008 | Zoey 101   | Dooley       | 3 avsnitt: "Goodbye Zoey Part 1", "Goodbye Zoey Part 2", "Wrestling" |
| 2008      | True Blood | Neil Jones   | 2 avsnitt: "Escape from Dragon House", "Cold Ground"                 |
| 2009–2015 | Glee       | Artie Abrams | Regelbunden roll                                                     |